# Balterley
Balterley – wieś w Anglii, w hrabstwie Staffordshire, w dystrykcie Newcastle-under-Lyme. Leży 32 km na północny zachód od miasta Stafford i 229 km na północny zachód od Londynu. W 2001 miejscowość liczyła 204 mieszkańców.